# Бачаев, Мордехай Хияевич
Мордехай Хияевич Бачаев (литературный псевдоним — Мухиб; 1911—2007) — еврейско-таджикский писатель и поэт, переводчик.

## Биография
Мордехай Бачаев родился в 1911 году в городе Мерве. Вскоре его семья переехала в Самарканд, где он окончил начальную иудейскую религиозную школу, потом русскую среднюю школу, а после неё педагогический факультет Ташкентского университета. В 1930 году стал ответственным секретарём еврейско-таджикской газеты «Байроки михнат». В 1938 году Бачаев был незаконно репрессирован. Вышел на свободу в 1953 году и поселился в Душанбе, где работал переводчиком и литературным редактором. В 1973 году эмигрировал в Израиль. Сразу же после эмиграции начал издавать ежемесячный бюллетень на еврейско-таджикском диалекте.
В 1927 году в газете «Рошнаи» были опубликованы первые стихи Бачаева. В начале 1930-х вышли 3 его поэтических сборника: «Красная весна», «Коллективная сила» и «Голос труда». Переводил на еврейско-таджикский диалект литературные произведения с русского, таджикского и узбекского языков. В 1974—1975 годах, уже в эмиграции, опубликовал роман «В каменном мешке». В 1978—1979 годах издал сборники стихов «Газели» и «Цветник». Занимался переводом Библии на таджикский язык. Написал ряд поэтических произведений на библейские темы.